# 高桥名人之冒险岛II
《高桥名人之冒险岛II》是一款横向卷轴平台游戏，游戏由Now Production开发，Hudson Soft于1991年发行于紅白機平台。该游戏为《高橋名人之冒險島》的续篇，也是冒險島系列在FC平台上的第二个作品。虽然系列首作改编自Weston街机游戏《天才小子》，但包括其后的作品在内则都是完全原创的作品。游戏于1992年在Game Boy平台上发行，美版名简单的称作“Adventure Island”。游戏续作《高橋名人之冒險島III》于1992年7月在FC平台发行。

## 操作
在游戏中玩家将饰演高桥名人，在经过八个不同的岛屿探险后救出女朋友蒂娜。每个岛屿有若干场景，包括森林、海底等。在游戏中，玩家可以借助不同类型的龙方便闯关。每个岛上都有一个不同类型的头目。
游戏中有四种龙，分别是红龙、蓝龙、飞龙和水龙，玩家可以骑在他们身上。当玩家从蛋里取得扑克牌后就可以召唤对应的龙了。红龙以红色的黑桃表示，它可以可以在岩浆上游泳，从嘴中喷火。蓝龙以蓝色的红心表示，善于在冰上行走而不打滑，并最容易找到。飞龙以紫色梅花表示，他能够从嘴里投掷石块，但最难找到。水龙以紫红的方块表示，它能在陆地和海洋两种环境中使用。